# Xanthocastnia amazona
Xanthocastnia amazona är en fjärilsart som beskrevs av Brem. 1925. Xanthocastnia amazona ingår i släktet Xanthocastnia och familjen Castniidae. Inga underarter finns listade i Catalogue of Life.